# L'assistente del vampiro
L'assistente del vampiro (The Vampire's Assistant) è un romanzo dell'orrore del 2000, il secondo romanzo della Saga di Darren Shan e secondo capitolo della trilogia del Circo degli Orrori (Cirque du Freak trilogy o Vampire Blood) dell'autore Darren Shan.

## Trama
Il giovane Darren Shan, assieme al suo mentore Mr. Crepsley, giunge al Circo degli Orrori per iniziare la sua nuova vita come apprendista vampiro. Incontra diverse difficoltà perché si rifiuta di bere sangue umano nonostante ciò lo porti a indebolirsi notevolmente, nutrendo l'impossibile speranza di poter tornare a essere umano. Al circo Darren stringe amicizia con Evra, un ragazzino con fattezze serpentesche, e con Sam Grest, bambino umano che vive nei paraggi. Pochi giorni dopo l'arrivo di Darren giunge sul posto il bizzarro proprietario del circo Desmond Tiny con i suoi assistenti, piccole creature inquietanti e misteriose dal nome di "Piccolo Popolo"; Tiny incarica Darren ed Evra di procurare loro del cibo. Nel frattempo i due ragazzi, assieme a Sam, fanno la conoscenza di Reggi Veggi, un ecologista estremista amante degli animali e della natura, e Darren ed Evra donano ai due nuovi amici umani dei biglietti per il Circo degli Orrori. Tuttavia, a fine spettacolo, Reggi Veggi resta indignato dal maltrattamento degli animali a cui assiste (la tarantola Madame Octa e l'Uomo Lupo chiusi nella gabbia e la capra uccisa durante l'esibizione di Madame Octa) e comincia a indagare. La sua furia aumenta quando sorprende Darren intento a portare il cadavere di una capra nel tendone per sfamare il Piccolo Popolo, al che il ragazzino è costretto a spaventarlo per costringerlo a scappare.
La sera dell'ultimo spettacolo in quella zona, Darren sorprende Reggi Veggi mentre libera l'Uomo Lupo dalla sua gabbia senza sapere sia fuori controllo. La creatura sbrana le braccia dell'uomo e cerca di uccidere Darren, finché non interviene Sam che si è infiltrato nel circo. Nello scontro che ne segue, nonostante gli sforzi del ragazzino, l'Uomo Lupo aggredisce e ferisce mortalmente Sam, mentre Mr. Crepsley salva Darren rinchiudendo nuovamente l'essere in gabbia. Su richiesta dello stesso Sam, Darren accetta di bere il suo sangue prosciugandolo completamente per mantenere una parte della sua anima viva dentro di lui.